# Sam Brotherton
Sam Edward Brotherton (Auckland, 2 ottobre 1996) è un ex calciatore neozelandese, di ruolo difensore.

## Carriera

### Nazionale
Ha vinto la Coppa delle nazioni oceaniane nel 2016 con la propria nazionale.

## Palmarès

### Club

#### Competizioni nazionali
- Campionato neozelandese: 1

Auckland City: 2022

#### Competizioni internazionali
- OFC Champions League: 1

Auckland City: 2022

### Nazionale
- Coppa d'Oceania: 1

Papua Nuova Guinea 2016